# غوستاغايفسكايا
غوستاغايفسكايا (بالروسية: Гостагаевская) هي مدينة في مقاطعة كراسنودار كراي في روسيا. يبلغ عدد سكانها حوالي 8911 نسمة.